# Liechtensteinisches Gymnasium
Il Liechtensteinisches Gymnasium di Vaduz è l'unica scuola secondaria pubblica del Liechtenstein ed è stata fondata nel 1937 con il nome di Collegium Marianum.